# 9U busz (Zalaegerszeg)
A zalaegerszegi 9U jelzésű autóbusz a Vasútállomás és a Kovács Károly tér között körjáratként közlekedik a Páterdomb érintésével. A vonalat a Volánbusz üzemelteti.

## Útvonala
| Vasútállomás / Kovács Károly tér → Páterdomb → Kovács Károly tér / Vasútállomás |
| --- |
| Vasútállomás vá. – Zrínyi Miklós utca – Kosztolányi Dezső utca – Kovács Károly tér vá. – Kazinczy tér – Balatoni út – Berzsenyi Dániel utca – Báthori István utca – Szegfű utca – Kinizsi Pál utca – Holub József utca – Baross Gábor utca – Baráth Ferenc utca – Báthori István utca – Berzsenyi Dániel utca – Balatoni út – (Stadion utca – Berzsenyi Dániel utca – Kovács Károly tér vá.) Széchenyi tér – Kossuth Lajos utca – Zrínyi Miklós utca – Vasútállomás vá. |

## Megállóhelyei
| 0  |                                | Vasútállomás induló végállomás                                                          |                                                                                 |
| 1  | Hunyadi utca                   | 1, 1E, 1U, 1Y, 3, 3Y, 5U, 8, 10, 10C, 10Y, 26, 30, 30A, 30C, 41                         |                                                                                 |
| 2  | Önkiszolgáló étterem           | 1, 1E, 1U, 1Y, 3, 3Y, 4, 5U, 8, 10, 10C, 10Y, 26, 30, 41, C2                            |                                                                                 |
| 4  | 0                              | Kovács Károly tér induló végállomás                                                     | 1, 1E, 1U, 1Y, 3, 3C, 3Y, 5, 5C, 5U, 5Y, 8, 9, 10, 10C, 10Y, 26, 30, 41, C2, C5 |
| 8  | 4                              | TESCO                                                                                   | 2, 2A, 2Y, 2R, 9, 9E, C2                                                        |
| 10 | 6                              | Báthory utca - Wlassics Gyula utca                                                      | 9                                                                               |
| 11 | 7                              | Páterdomb, Szegfű utca                                                                  | 9                                                                               |
| 12 | 8                              | Páterdomb, Kinizsi utca 78                                                              | 9                                                                               |
| 13 | 9                              | Páterdomb, Baross Gábor utca 59.                                                        | 9                                                                               |
| 14 | 10                             | Páterdomb, Baross Gábor utca 21.                                                        | 9                                                                               |
| 16 | 12                             | Báthory utca - Wlassics Gyula utca                                                      | 9                                                                               |
| 18 | 14                             | TESCO                                                                                   | 2, 2A, 2Y, 2R, 9, 9E, C2                                                        |
| 25 | ∫                              | Kovács Károly tér érkező végállomás                                                     | 1, 1E, 1U, 1Y, 3, 3C, 3Y, 5, 5C, 5U, 5Y, 8, 9, 10, 10C, 10Y, 26, 30, 41, C2, C5 |
|    | 17                             | Széchenyi tér                                                                           | 1, 1U, 1Y, 3, 3C, 3Y, 5, 5C, 5U, 5Y, 8, 8C, 8E, 11, 11A, 11Y, 24, 41            |
| 19 | Gyógyszertár (Kossuth utca)    | 1, 1U, 1Y, 3, 3C, 3Y, 5U, 8, 8C, 8E, 11, 11A, 11Y, 24, 41                               |                                                                                 |
| 21 | Kórház (Zrínyi utca)           | 1, 1U, 1Y, 3, 3Y, 5U, 8, 8E, 10, 10Y, 11, 11A, 11Y, 41, C1                              |                                                                                 |
| 23 | Vasútállomás érkező végállomás | 1, 1U, 1Y, 3, 3Y, 4, 4A, 4E, 4U, 4Y, 5U, 10, 10Y, 11, 11A, 11Y, 41, C2, C4 Zalaegerszeg |                                                                                 |